# شورای تبلیغات
شورای تبلیغات (انگلیسی: Ad Council) سازمان ناسودبر آمریکایی است که به نمایندگی از حمایت‌کننده‌هایی چون سازمان‌های ناسودبر، غیردولتی و آژانس‌های دولت حکومت فدرال ایالات متحده آمریکا به تولید، توزیع و ترویچ اعلان‌های خدمات عمومی می‌پردازد.
این شورا با آژانس‌های تبلیغاتی که از طرف کمپین‌های خود مشغول کار حرفه‌ای برای تبلیغ خدمات عمومی هستند، همکاری می‌کند. این سازمان درخواست‌های مؤسسات حمایتی را برای کمپین‌های تبلیغاتی ایشان که بر مسائل اجتماعی خاص متمرکز است را می‌پذیرد. برای واجد شرایط این امکانات بودن، باید مسئله مورد نظر غیرحزبی (هرچند نه لزوماً بی‌طرفانه) و دارای اهمیت ملی باشد.
شورای تبلیغات این تبلیغات را از طریق شبکه‌ای با ۳۳۰۰۰ رسانه شامل پخش تلویزیونی، رسانه‌های چاپی، تبلیغات بیرونی (مانند بیلبوردها و ایستگاه‌های اتوبوس) و اینترنت، که زمان و فضای تبلیغات را اهدا می‌کنند، منتشر می‌کند. این فضا و زمان اهدایی به شورای تبلیغات سالانه رقمی بالغ بر ۱٫۸ میلیارد دلار است که در صورت پرداخت واقعی این مبلغ، شورای تبلیغات یکی از بزرگ‌ترین تبلیغ‌کنندگان کشور خواهد شد.